# Мокрањчеви дани
Сваког септембра, почев од 1966. године у Неготину се одвија празник музике у спомен Стеван Стојановић Мокрањац. 
У прво време је почетни део фестивала био претежно обележен фолклорним манифестацијама, био је то скуп аматерских фолклорних група које су претходно кроз елиминаторна такмичења по селима избориле част да суделују у "Мокрањчевим данима" и да својом свечаном поворком кроз град увеличају њихово отварање. 
На  овом фестивалу гостовали су и гостују најпознатији извођачи из Србије и са простора бивше СФРЈ, али и многи познати светски пијанисти и хорови. 
Натпевавање хорова је својеврсна круна "Мокрањчевих дана". У оквиру пратећег програма фестивала одвијају се бројне изложбе слика, промоције књига, књижевне вечери и излети до туристичких дестинација Неготинске крајине. Покровитељ манифестације је Министарство за културу Републике Србије.